# كولن موردوك
كولن موردوك (بالإنجليزية: Colin Murdock)‏ (2 يوليو 1975 ببيليمينا في المملكة المتحدة - ) هو لاعب كرة قدم أيرلندي شمالي في مركز الدفاع. شارك مع منتخب إيرلندا الشمالية لكرة القدم من الدرجة الثانية ‏ ومنتخب أيرلندا الشمالية لكرة القدم. أما مع النوادي، فقد لعب مع بريستون نورث إيند وشروزبري تاون ومانشستر يونايتد ونادي أكرينغتون ستانلي ونادي روذرهام يونايتد ونادي كرو ألكساندرا ونادي هيبرنيان.

## مسيرته الكروية
لعب كولن موردوك خلال مسيرته الاحترافية مع 8 أندية في خمسة عشر موسمًا وسجل خلالها 14 هدفًا ضمن 325 مباراة. حيث فاز في موسم واحد بالكأس وفي موسمين بالدوري.
خاض كولن موردوك مسيرته مع نادي مانشستر يونايتد في موسم 1995–96 ولمدة موسمين، لم يشارك في أي مباراة ولم يسجل أي هدف. ثم انتقل إلى نادي أولدهام أثلتيك في موسم 1997–98 لمدة موسم واحد، حيث شارك في 27 مباراة سجل خلالها هدفًا واحدًا. لينتقل بعدها إلى نادي بريستون نورث إيند في موسم 1998–99 ليلعب معه خمسة مواسم، مشاركًا في 150 مباراة سجل خلالها 5 أهداف. ثم انتقل إلى نادي هيبرنيان في موسم 2003–04 ولمدة موسمين، مشاركًا في 37 مباراة سجل خلالها 3 أهداف. هذا وانتقل لاحقًا إلى نادي كرو ألكساندرا في موسم 2004–05 لمدة موسم واحد، مشاركًا في 16 مباراة ولم يسجل أي هدف. ثم انتقل بعدها إلى نادي روذرهام يونايتد في موسم 2005–06 ولمدة موسمين، مشاركًا في 43 مباراة سجل خلالها هدفين. ليعود وينتقل من جديد، لكن هذه المرة إلى نادي شروزبري تاون في موسم 2007–08 لمدة موسم واحد، مشاركًا في 29 مباراة سجل خلالها هدفين أيضًا. لينتقل بعدها إلى نادي أكرينغتون ستانلي في موسم 2008–09 لمدة موسم واحد، مشاركًا في 23 مباراة سجل خلالها هدفًا واحدًا.

## وصلات خارجية
- كولن موردوك على موقع قاعدة بيانات كرة القدم.إي يو (الإنجليزية)
- كولن موردوك على موقع ناشيونال فوتبول تيمز (الإنجليزية)
- كولن موردوك على موقع Soccerbase.com (لاعب) (الإنجليزية)
- كولن موردوك على موقع عالم كرة القدم.نت (الإنجليزية)